# Flavors of Entanglement
Flavors of Entanglement é o sétimo álbum de estúdio da cantora/escritora canadense Alanis Morissette, lançado no dia 30 de Maio de 2008, em Benelux, na Alemanha, e no Brasil, e internacionalmente em 2 de Junho. Nos EUA,  foi lançado dia 10 de Junho.
O disco 'vazou' na Internet em sites de compartilhamento de arquivos em 23 de maio. Este trabalho diferencia-se dos anteriores, pois Alanis está em uma fase experimental, ela o define como "um álbum orgânico", as músicas agora apresentam até batidas pop ("Straitjacket", "Giggling Again for no Reason"), porém o lado rock ainda vive em "Versions of Violence", ainda conta com a mistura pop-rock-indiano de "Citizen of the Planet" e na base de vocal e piano com "Not as We".
O primeiro single é "Underneath". Na primeira semana no United World Chart o cd vendeu 56 mil cópias, mas como o site não soma as cópias totais (soma cerca de 7.5% menos), nem da Inglaterra, portanto o cd vendeu aproximadamente na primeira semana cerca de 85 mil cópias. Estreou na Billboard no dia 18 de Junho em 8° lugar com cerca de 71 mil cópias vendidas. Em sua semana na qual obteve mais vendas mundialmente, conseguiu cerca de 145 mil cópias, contando com as vendagens não contatadas, cerca de 190 mil cópias foram vendidas nessa semana. Nos Estados Unidos foram vendidas, até 2014, 260.000 cópias; ao redor do mundo, foram 800,000 de cópias.
O encarte oficial de Flavors of Entanglement foi lançado em papel reciclado.

## Faixas
1. "Citizen of the Planet" — 4:22
2. "Underneath" — 4:07
3. "Straitjacket" — 3:08
4. "Versions of Violence" — 3:36
5. "Not as We" — 4:45
6. "In Praise of the Vulnerable Man" — 4:07
7. "Moratorium" — 5:35
8. "Torch" — 4:50
9. "Giggling Again for no Reason" — 3:48
10. "Tapes" — 4:26
11. "Incomplete" — 3:30

Faixa bônus da edição digital
1. "It's a Bitch to Grow Up" — 4:03

Faixa bônus da edição japonesa
1. "20/20" — 4:17

Edição Deluxe
12. "Orchid" — 4:21
13. "The Guy Who Leaves" — 4:13
14. "Madness" — 6:22
15. "Limbo no More" — 5:21
16. "On the Tequila" — 3:43

## Paradas
| Parada (2008)                           | Melhores | Vendas  |
| --------------------------------------- | -------- | ------- |
| Argentinian Albums Chart                | 5        | 20,000  |
| Australian Albums Chart                 | 17       | 17,000  |
| Austria Albums Chart                    | 3        |         |
| Belgian Albums Top 50 (Wallonia)        | 5        |         |
| Belgian Albums Top 50 (Flanders)        | 8        |         |
| Canada Albums Chart                     | 2        | 30,000  |
| European Hot 100 Albums                 | 3        | 160,000 |
| French Albums Chart                     | 6        | 25,000  |
| German Albums Chart                     | 8        | 15,000  |
| Italy Albums Top 50                     | 7        | 24,428  |
| Irish Albums Chart                      | 32       |         |
| Japan Oricon International Albums Chart | 17       | 10,000+ |
| Netherlands Albums Top 100              | 7        |         |
| Norwegian Album Chart                   | 12       |         |
| Portuguese Albums Chart                 | 30       |         |
| Spanish Albums Chart                    | 30       |         |
| Swedish Album Chart                     | 36       |         |
| Switzerland Albums Chart                | 1        |         |
| UK Albums Chart                         | 15       | 80,000  |
| U.S. Billboard 200                      | 8        | 233,000 |
| U.S. Top Comprehensive Albums           | 8        | 233,000 |
| U.S. Top Digital Albums                 | 2        | 233,000 |
| U.S. Top Rock Albums                    | 3        | 233,000 |